# Лунево (Рязанская область)
Лунево — деревня в Клепиковском районе Рязанской области. Входит в состав Ненашкинского сельского поселения.

## География
Находится в северной части Рязанской области на расстоянии приблизительно 10 км на север-северо-восток по прямой от районного центра города Спас-Клепики.

## История
В 1897 году здесь (тогда деревня Рязанского уезда Рязанской губернии) было учтено 28 дворов.

## Население
Численность населения: 225 человек (1897 год), 0 как в 2002 году, так и в 2010.